# Azanus natalensis
Azanus natalensis là một loài bướm ngày thuộc họ Lycaenidae. Nó được tìm thấy ở Afrotropic ecozone.
Sải cánh dài 23–27 mm đối với con đực và 24–30 mm đối với con cái. Loài bướm này bay quanh năm but mainly between tháng 9 và tháng 5.
Ấu trùng ăn Acacia species.

## Hình ảnh

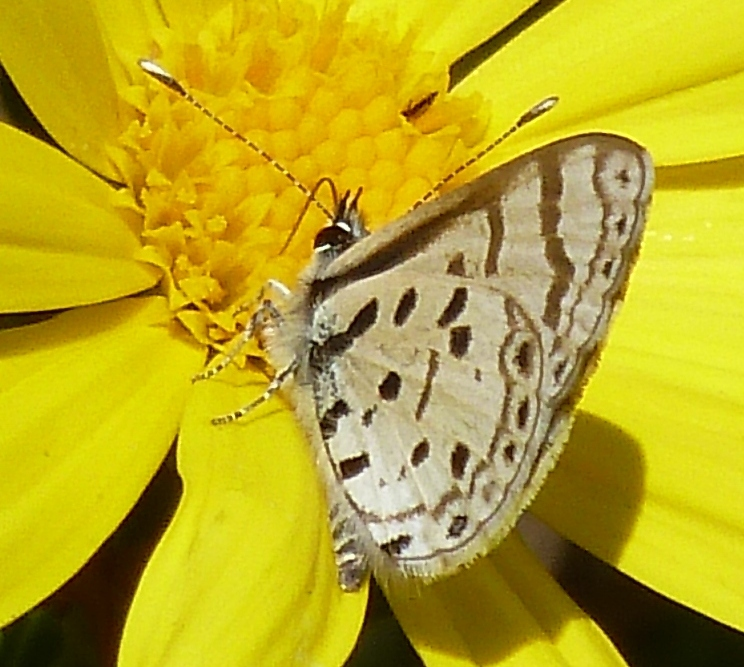